# Wahlkreis Sächsische Schweiz-Osterzgebirge 3
Der Wahlkreis Sächsische Schweiz-Osterzgebirge 3 (Wahlkreis 50) ist ein Landtagswahlkreis in Sachsen.
Er umfasst die Städte Bad Gottleuba-Berggießhübel, Dohna, Heidenau, Liebstadt und Pirna sowie die Gemeinden Bahretal, Dohma und Müglitztal und damit einen Teil des Landkreises Sächsische Schweiz-Osterzgebirge. Bei der letzten Landtagswahl (im Jahr 2019) waren 60.717 Einwohner wahlberechtigt.
Zu den Wahlen 1994 bis 2009 trug der Wahlkreis den Namen „Sächsische Schweiz 1“ und hatte die Wahlkreisnummer 49. Zur Landtagswahl 2014 wurde der Name an die in der Kreisreform 2008 geänderten Landkreise angepasst und eine neue Nummer vergeben.

## Wahlergebnisse

### Landtagswahl 2024
Die Landtagswahl 2024 führte zu folgendem Ergebnis:
| Direktkandidat       | Partei              | Erststimmen in % | Zweitstimmen in % |
| -------------------- | ------------------- | ---------------- | ----------------- |
| Sandra Gockel        | CDU                 | 32,0             | 32,0              |
| Jan-Oliver Zwerg     | AfD                 | 41,1             | 36,7              |
| Lisa Thea Steiner    | Die Linke           | 3,3              | 2,5               |
| Rolf-Dieter Wiebusch | GRÜNE               | 1,8              | 2,9               |
| Ralf Wätzig          | SPD                 | 5,4              | 5,1               |
| Sergej Moor          | FDP                 | 0,9              | 0,6               |
| Rocco Geißdorf       | Freie Wähler        | 4,6              | 2,3               |
| –                    | Die Partei          | –                | 0,5               |
| –                    | Piraten             | –                | 0,2               |
| –                    | ÖDP                 | –                | 0,1               |
| –                    | BüSo                | –                | 0,1               |
| –                    | Tierschutz hier!    | –                | 1,0               |
| –                    | dieBasis            | –                | 0,2               |
| –                    | Bündnis C           | –                | 0,0               |
| –                    | Bündnis Deutschland | –                | 0,3               |
| Frank Siebert        | BSW                 | 9,8              | 11,2              |
| Max Schreiber        | Freie Sachsen       | 1,1              | 3,8               |
| –                    | V-Partei3           | –                | 0,1               |
| –                    | WU                  | –                | 0,2               |

### Landtagswahl 2019
Vorläufiges Ergebnis der Landtagswahl am 1. September 2019 im Wahlkreis 50 – Sächsische Schweiz-Osterzgebirge 3:
(Ergebnisse in Prozent)
| Direktkandidat   | Partei               | Direktstimmen | Listenstimmen |
| ---------------- | -------------------- | ------------- | ------------- |
| Oliver Wehner    | CDU                  | 27,7          | 29,0          |
| Lutz Richter     | Die Linke            | 10,6          | 8,9           |
| Ralf Wätzig      | SPD                  | 6,6           | 6,4           |
| Jan-Oliver Zwerg | AfD                  | 35,0          | 33,8          |
| Martin Kusic     | GRÜNE                | 6,1           | 5,8           |
| –                | NPD                  | –             | 1,3           |
| Norbert Bläsner  | FDP                  | 5,1           | 5,0           |
| Dirk Rohrbeck    | Freie Wähler         | 6,1           | 4,5           |
| –                | Tierschutz           | –             | 1,6           |
| –                | Piraten              | –             | 0,3           |
| –                | Die PARTEI           | –             | 0,9           |
| Doris Kamke      | BüSo                 | 0,7           | 0,2           |
| –                | ADPM                 | –             | 0,3           |
| Frauke Petry     | Blaue Partei         | 2,0           | 1,0           |
| –                | KPD                  | –             | 0,1           |
| –                | ÖDP                  | –             | 0,2           |
| –                | Die Humanisten       | –             | 0,2           |
| –                | PDV                  | –             | 0,1           |
| –                | Gesundheitsforschung | –             | 0,5           |

| Wahlberechtigte | 60.717 |
| Wahlbeteiligung | 66,5 % |

### Landtagswahl 2014
Amtliches Endergebnis der Landtagswahl am 31. August 2014 im Wahlkreis 50 – Sächsische Schweiz-Osterzgebirge 3:
(Ergebnisse in Prozent)
| Direktkandidat  | Partei          | Direktstimmen | Listenstimmen |
| --------------- | --------------- | ------------- | ------------- |
| Oliver Wehner   | CDU             | 37,3          | 39,0          |
| Heinz Pingel    | Die Linke       | 18,8          | 18,4          |
| Ralf Wätzig     | SPD             | 11,9          | 9,9           |
| Norbert Bläsner | FDP             | 4,4           | 3,9           |
| Claus Krüger    | GRÜNE           | 4,7           | 4,3           |
| Olaf Rose       | NPD             | 7,7           | 8,7           |
| –               | Tierschutz      | –             | 1,2           |
| Nick Nestler    | Piraten         | 1,1           | 0,7           |
| Klaus Schulz    | BüSo            | 1,0           | 0,5           |
| –               | DSU             | –             | 0,1           |
| Stefan Dreher   | AfD             | 13,1          | 11,0          |
| –               | pro Deutschland | –             | 0,2           |
| –               | Freie Wähler    | –             | 1,5           |
| –               | Die PARTEI      | –             | 0,5           |

| Wahlberechtigte | 61.649 |
| Wahlbeteiligung | 51,0 % |

### Landtagswahl 2009
Amtliches Endergebnis der Landtagswahl am 30. August 2009 im Wahlkreis 49 – Sächsische Schweiz 1:
(Ergebnisse in Prozent)
| Direktkandidat    | Partei          | Direktstimmen | Listenstimmen |
| ----------------- | --------------- | ------------- | ------------- |
| Oliver Wehner     | CDU             | 36,7          | 41,1          |
| André Hahn        | Die Linke       | 28,5          | 22,7          |
| Ralf Wätzig       | SPD             | 7,5           | 7,2           |
| Steffen Konkol    | NPD             | 8,3           | 8,0           |
| Norbert Bläsner   | FDP             | 13,0          | 9,7           |
| Sebastian Hilbert | GRÜNE           | 6,0           | 5,1           |
| –                 | Tierschutz      | –             | 2,0           |
| –                 | PBC             | –             | 0,1           |
| –                 | BüSo            | –             | 0,3           |
| –                 | DSU             | –             | 0,1           |
| –                 | REP             | –             | 0,1           |
| –                 | Freie Sachsen   | –             | 1,4           |
| –                 | FP Deutschlands | –             | 0,1           |
| –                 | Humanwirtschaft | –             | 0,1           |
| –                 | Piraten         | –             | 1,7           |
| –                 | SVP             | –             | 0,3           |

| Wahlberechtigte | 63.942 |
| Wahlbeteiligung | 54,5 % |

### Landtagswahl 2004
Amtliches Endergebnis der Landtagswahl am 19. September 2004 im Wahlkreis 49 – Sächsische Schweiz 1:
(Ergebnisse in Prozent)
| Direktkandidat        | Partei     | Direktstimmen | Listenstimmen |
| --------------------- | ---------- | ------------- | ------------- |
| Helmut Gregert        | CDU        | 38,8          | 42,3          |
| André Hahn            | PDS        | 31,4          | 24,5          |
| Harald Baumann-Hasske | SPD        | 5,3           | 6,3           |
| Maria Giesing         | GRÜNE      | 5,1           | 4,5           |
| Uwe Leichsenring      | NPD        | 11,8          | 11,8          |
| Norbert Bläsner       | FDP        | 7,5           | 5,8           |
| –                     | DSU        | –             | 0,2           |
| –                     | PBC        | –             | 0,2           |
| –                     | GRAUE      | –             | 1,0           |
| –                     | BüSo       | –             | 0,5           |
| –                     | AUFBRUCH   | –             | 0,6           |
| –                     | DGG        | –             | 0,5           |
| –                     | Tierschutz | –             | 1,9           |

| Wahlberechtigte | 64.716 |
| Wahlbeteiligung | 64,9 % |

### Landtagswahl 1999
Amtliches Endergebnis der Landtagswahl am 19. September 1999 im Wahlkreis 49 – Sächsische Schweiz 1:
(Ergebnisse in Prozent)
| Direktkandidat  | Partei          | Direktstimmen | Listenstimmen |
| --------------- | --------------- | ------------- | ------------- |
| Klaus Leroff    | CDU             | 54,9          | 60,6          |
| Karin Thiele    | SPD             | 9,1           | 7,0           |
| André Hahn      | PDS             | 30,3          | 22,6          |
| –               | GRÜNE           | –             | 2,1           |
| Werner Janke    | FDP             | 1,9           | 0,8           |
| –               | BüSo            | –             | 0,1           |
| –               | DSU             | –             | 0,2           |
| –               | GRAUE           | –             | 0,3           |
| –               | REP             | –             | 0,6           |
| –               | FP Deutschlands | –             | 0,0           |
| –               | Pro DM          | –             | 2,3           |
| –               | KPD             | –             | 0,1           |
| Mirko Liebscher | NPD             | 3,9           | 3,1           |
| –               | FORUM           | –             | 0,2           |
| –               | PBC             | –             | 0,1           |

| Wahlberechtigte | 63.007 |
| Wahlbeteiligung | 63,4 % |

### Landtagswahl 1994
Amtliches Endergebnis der Landtagswahl am 11. September 1994 im Wahlkreis 49 – Sächsische Schweiz 1:
(Ergebnisse in Prozent)
| Direktkandidat  | Partei | Direktstimmen | Listenstimmen |
| --------------- | ------ | ------------- | ------------- |
| Klaus Leroff    | CDU    | 50,2          | 60,4          |
| Wolfgang Marcus | SPD    | 17,1          | 13,1          |
| Walter Kitlak   | FDP    | 9,9           | 2,1           |
| Jörg Kuleßa     | GRÜNE  | 5,9           | 3,8           |
| –               | DSU    | –             | 0,5           |
| –               | REP    | –             | 1,2           |
| –               | FORUM  | –             | 0,5           |
| André Hahn      | PDS    | 16,9          | 17,9          |
| –               | SP     | –             | 0,5           |

| Wahlberechtigte | 61.994 |
| Wahlbeteiligung | 59,3 % |

## Bisherige Abgeordnete
Direkt gewählte Abgeordnete des Wahlkreises Sächsische Schweiz-Osterzgebirge 3 waren:
| Jahr | Name             | Partei | Anteil der Direktstimmen |
| ---- | ---------------- | ------ | ------------------------ |
| 2019 | Jan-Oliver Zwerg | AfD    | 35,0 %                   |
| 2014 | Oliver Wehner    | CDU    | 37,3 %                   |
| 2009 | Oliver Wehner    | CDU    | 36,7 %                   |
| 2004 | Helmut Gregert   | CDU    | 38,8 %                   |
| 1999 | Klaus Leroff     | CDU    | 54,9 %                   |
| 1994 | Klaus Leroff     | CDU    | 50,2 %                   |

## Landtagswahlen 1990–2019
Die Ergebnisse der Landtagswahlen seit 1990 im Gebiet des heutigen Wahlkreises Sächsische Schweiz-Osterzgebirge 3 waren (Listen- bzw. Zweitstimmen):
| Partei        | 1990 | 1994 | 1999 | 2004 | 2009 | 2014 | 2019 |
| ------------- | ---- | ---- | ---- | ---- | ---- | ---- | ---- |
| AfD           | -    | -    | -    | -    | -    | 11,0 | 33,8 |
| CDU           | 60,8 | 61,0 | 60,6 | 42,3 | 41,1 | 39,0 | 29,0 |
| FDP           | 3,1  | 2,0  | 0,8  | 5,8  | 9,7  | 3,9  | 5,0  |
| GRÜNE         | 4,7  | 3,9  | 2,2  | 4,5  | 5,1  | 4,3  | 5,8  |
| PDS/Die Linke | 11,4 | 17,5 | 22,5 | 24,5 | 22,7 | 18,4 | 8,9  |
| NPD           | 1,2  | -    | 3,0  | 11,8 | 8,0  | 8,7  | 1,3  |
| SPD           | 13,8 | 12,9 | 7,1  | 6,3  | 7,2  | 9,9  | 6,4  |
| Sonstige      | 5,0  | 2,8  | 3,9  | 4,8  | 6,2  | 4,7  | 9,9  |